# Karlheinz Stockhausen
Karlheinz Stockhausen (22. srpna 1928 – 5. prosince 2007) byl německý hudební skladatel, jeden z nejvýznamnějších novátorů a současně kontroverzních osobností hudby 20. století[zdroj⁠?!], proslavený především svými experimenty v rámci elektronické hudby a systémem „kontrolované náhody“ v seriálním způsobu komponování.

## Biografie
Karlheinz Stockhausen se narodil ve vesnici Mödrath u Kolína nad Rýnem. Komponovat začal již v průběhu studií na kolínské „Musikhochschule“. Posléze absolvoval univerzity v Darmstadtu a Paříži, kde k nejdůležitějším patřila jeho setkání s Olivierem Messiaenem a Dariusem Milhaudem, z nichž první měl na Stockhausenovu tvorbu velký vliv. V roce 1953 se stává asistentem v nově vytvořeném elektronickém studiu při rozhlasové stanici Westdeutscher Rundfunk. V letech 1954–1956 působil též na universitě v Bonnu, kde se kromě pedagogické činnosti zabýval výzkumem v oblasti fonetiky, akustiky a informační teorie. Po ukončení tohoto období Stockhausen absolvoval řadu koncertních vystoupení, spojených s přednáškovou činností v Evropě, Severní Americe a v Asii.
V roce 1963 založil a několik let řídil „Studia nové hudby“, v roce 1971 se stává profesorem skladby na Národní konzervatoři v Kolíně nad Rýnem, kde působil do roku 1977.
Od roku 1998 pořádá každoročně tzv. „Stockhausenovy kurzy“, konané v Kürtenu.

## Dílo
Stockhausen napsal přes 300 hudebních děl.

### Charakteristika
Stockhausen od počátku odmítal Schoenbergovu dvanáctitónovou techniku a preferoval experimentální typ tvorby, ať již pokusy s prostorovým umístěním zdrojů zvuku (např. „Gesang der Jünglinge“) či s grafickým zápisem hudby. Radikálně odhlížel od hudební tradice, jeho skladby jsou ovlivněny postupy Messiaena, Edgarda Varèseho či Antona Weberna, ale též malíři (např. Paulem Klee). Jak sám prohlašoval, zkoumal psychologické a akustické aspekty hudby. Jeho experimenty v rámci studia elektroakustické hudby jej vedly k popsání tzv. „proměnné hudební formy“, která představuje faktor, daný akustickými vlastnostmi prostoru a psychoaktivní působení určitých hudebních prvků, který mění vlastní podstatu sděleného hudebního materiálu. Volal po tzv. polyvalentní formě, tedy způsobu prezentace uměleckého díla, které v sobě zahrnuje jak konstantní, uzavřené, dané klasickými standardy melodiky, harmonie, atd., tak měnlivé, otevřené atributy hudebního díla, kterými jsou právě ony „proměnné“. Vyrovnal úlohy klasických hudebních jednotek s úlohou zvuku tak, že dochází k jejich izomorfismu. V jejich symbióze spatřoval Stockhausen další krok v rozšíření dimenzí chápání hudby.
Obecně lze říci, že Stockhausen spojil v hudbě vědecké disciplíny (akustika, fonetika, matematika, psychologie) s její uměleckou podstatou ve snaze o rozšíření jejích dimenzí. Nakolik se mu podařilo dosáhnout faktické realizace svého záměru je dodnes předmětem sporů. Stockhausen měl a dosud má jak mnoho obdivovatelů, tak oponentů.

### Chronologie
Stockhausen zahájil svou kompoziční činnost během studií skladbami Chöre für Doris, Drei Lieder for alto voice and chamber orchestra, Choral for a capella choir (1950), a Sonatina for Violin and Piano (1951). Pokračoval serialistickými skladbami a tvorbou parafrázující ve svém výkladu výraz kontrapunkt jako antagonistické působení strukturálních součástí (bodů) skladby proti sobě, tzv. punktualismus. K těmto skladbám patří např. Kreuzspiel (1951), Klavierstücke I–IV, Punkte a Kontra-Punkte (1952). V roce 1953 soustředil pozornost na elektronickou hudbu v pracích Electronic Studies (1953 a 1954) a posléze experimentoval s prostorovými možnostmi zvuku v již zmíněné Gesang der Jünglinge (1955–1956). V té době měl již pozici neoficiální vůdčí osobnosti německých skladatelů jeho generace. Z tohoto období pochází i skladba Gruppen pro tři orchestry, která, jak kdosi[kdo?] napsal - prožitek podobný „pohnutí vesmíru“. V skladbě Kontakte se pokusil o výše zmíněný isomorfismus čtyř parametrů: tónu, času, dynamiky a barvy zvuku.
V šedesátých letech se Stockhausen výrazně zapsal v mezinárodním měřítku živými prezentacemi skladeb Mixtur, Mikrophonie I a II (1964, resp. 1965) pro perkuse, dva mikrofony, dva filtry s potenciometry, užívané 6 hudebníky a Solo pro nástroje, snímané za použití efektů (feedback) z roku 1966. Složil též dvě skladby elektronické hudby pro magnetofonový pás , Telemusik (1966) a Hymnen (1967).
V průběhu těchto let zkoumal Stockhausen možnosti tzv. "process music", (hudby v procesu), tedy hudby, jež předkládá nikoli výsledek kompozice, ale průběh (proces) svého vzniku. To se odráží v pracích Prozession (1967), Kurzwellen, a Spiral (obě 1968) a kulminuje v Stockhausenem popsané "intuitivní hudbě" ve skladbách Aus den Sieben Tagen (1968), Für kommende Zeiten (1970) a Ylem (1972).
Od sedmdesátých let se Stockhausem přiklonil ke zjednodušení stylu zpřehledněním a redukcí užitých prvků, aniž by tím bylo výrazněji ovlivněno jeho experimentátorství. Známý je jeho cyklus sedmi oper, který tvořil plných 26 let (1977–2003).
Přesto lze říci, že nejobjevnějším obdobím skladatelovy tvorby zůstávají padesátá a šedesátá léta 20. století.

## Vlivy
Jakkoli zůstává kontroverzním, měl obrovský vliv na celou řadu hudebníků a hudební produkci různorodých stylů a směrů. Inspiraci Stockhausenem uvádějí např. Beatles, Pink Floyd, Can, Kraftwerk, Coil, Björk, Sonic Youth, The Plastic People of the Universe, Miles Davis, Frank Zappa či Herbie Hancock, ať již je tento vliv v jejich hudbě patrný či nikoli. Existuje též např. podložený odborný názor, podle kterého by se bez Stockhausenova novátorství v rámci studia a aplikace prvků psychoaktivního působení hudby neobešel vznik stylu techno.